# Nannopsittaca dachilleae
Nannopsittaca dachilleae là một loài chim trong họ Psittacidae.